# 长身裂腹鱼
长身裂腹鱼（学名：Schizothorax elongatus）为輻鰭魚綱鯉形目鲤科裂腹鱼属的鱼类，俗名黄鳝鱼。在中国，分布于大盈江、属伊洛瓦底江水系等，多生活于小河激流中。该物种的模式产地在盈江县铜壁关。體長可達23.6公分。

## 扩展阅读
維基物種上的相關：长身裂腹鱼